# Västra Ingelstads station
Västra Ingelstads station är en pågatågsstation utmed Kontinentalbanan, 14 minuter från Trelleborg, 11 minuter från Hyllie och 19 minuter från Malmö C. I Hyllie finns möjlighet att byta till tåg mot Lufthavnen och Hovedbanen i Köpenhamn.
Stationen har idag (2025) två avgångar i timmen i vardera riktning. Söderut fortsätter de till Trelleborg. Norrut, via Malmö och Lund, till Höör. Vartannat tåg fortsätter från Höör till Kristianstad.

## Historia
1898 fick kyrkbyn Västra Ingelstad på Söderslätt, som en av banans ursprungligen tio stationer, järnvägsförbindelse med Malmö–Kontinentens Järnväg. Stationsnamnet var Månstorp efter Månstorps gavlar.
Järnvägsstationens och poststationens namn har skiftats ett par gånger. Efter förstatligandet av banan 1909 ansågs Månstorp vara alltför likt Mantorp i Östergötland, och namnet blev Jordholmen med signaturen Jh.
1973 lades persontrafik och godshantering ned, och Jordholmen blev en mötesstation på den enkelspåriga banan mellan Lockarp och Trelleborg. Stationshuset såldes till Trelleborgs kommun 1975.
2015 återupptogs persontrafiken, i Skånetrafikens regi, med nyanlagda sidoperronger och biljettautomater på ömse sidor om spåren. På 2020-talet öppnades en livsmedelsbutik i det gamla stationshuset, som också är paketombud för Postnord.

## Trafik
Utöver pågatåg trafikerar Skånetrafikens regionbussar stationen med idag (2025) bland annat åtta dagliga avgångar till kommunens centralort Vellinge (16 minuter). Däremellan går bussar från Hyllie till Vellinge, vilket kräver totalt 40 minuter, att jämföra med en knapp kvart i bil.